# Vin effervescent

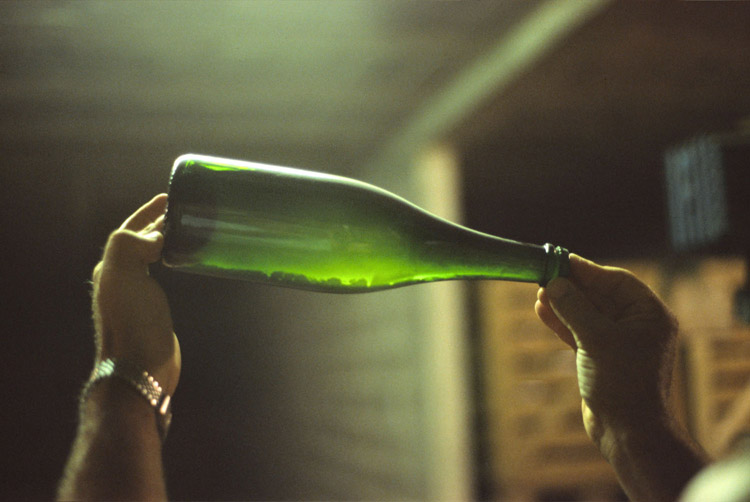
Bouteille de champagne prête à être dégorgée

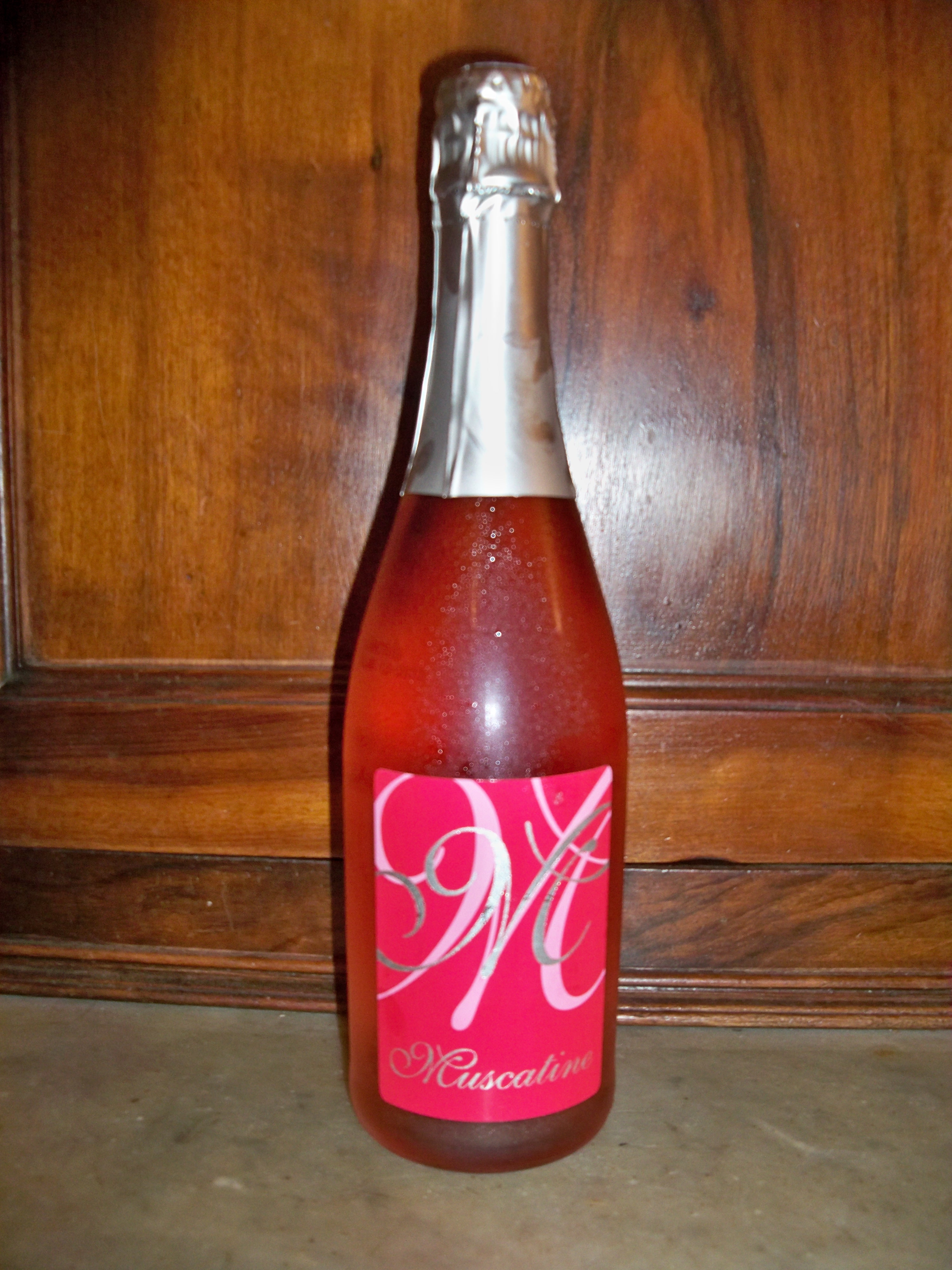
Bouteille de mousseux rosé de la cave Balma Vénitia à Beaumes-de-Venise

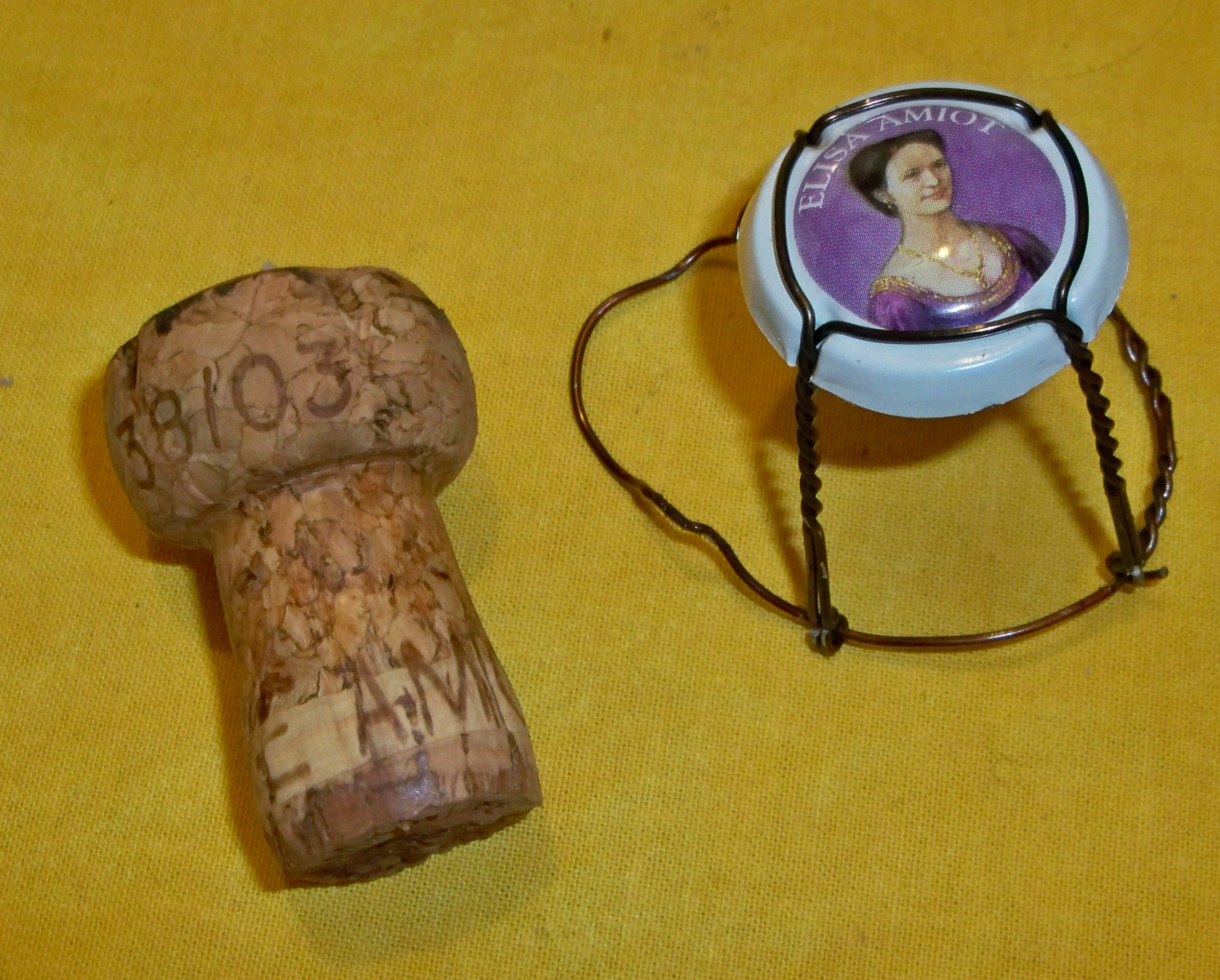
Bouchon et muselet de Saumur mousseux.

Un vin effervescent est un vin contenant une concentration en dioxyde de carbone dissous (CO2) suffisante pour produire bulles et mousse à l'ouverture de la bouteille quand la pression chute soudainement. L'éclatement physique des bulles combiné à l'acide carbonique dissous engendre une sensation de picotement une fois en bouche. Il se distingue ainsi par rapport aux vins dits tranquilles.
- Un vin perlant (ou perlé) est un vin légèrement effervescent, généralement obtenu par embouteillage avant dégazage après fermentation ou après une vinification sur lies bâtonnées, comme certains muscadets, gaillacs ou vins de Savoie.
- Un vin pétillant est un vin effervescent à plus haute teneur en dioxyde de carbone qu'un vin perlant (pression comprise entre 1 et 2,5 bars). Il conserve plus longtemps en bouche la sensation de picotement apportée par la présence du gaz dissous.
- Un vin mousseux est, des vins effervescents, celui qui contient la plus haute teneur en dioxyde de carbone (pression > 3 bars), de nombreuses bulles se forment dès l'ouverture de la bouteille et de la mousse se forme à foison lorsqu'on le sert dans un verre. Au Québec, tous les vins effervescents sont désignés comme étant des « mousseux » par faute de production historique[1].

Les vins effervescents français les plus connus sont les vins de Champagne, la blanquette de Limoux, les crémants de Loire, de Bourgogne, d'Alsace et de Bordeaux, ainsi que le crémant du Jura à base de chardonnay, la clairette de Die ou encore le Saumur brut. D'autres vins effervescents sont également produits dans le Bugey sous l'appellation Cerdon et dans le Gaillacois. L'Espagne produit également des cavas. De nombreux vins mousseux (spumante) et pétillants (frizzante) sont également élaborés en Italie et sur la côte ouest des États-Unis.
En France, on trouve aussi des « vins mousseux de qualité produits dans des régions délimitées » (VMQPRD), ce sont des vins mousseux d'appellation d'origine contrôlée comme le champagne ou les différents crémants produits en France ainsi que certaines appellations comme Vouvray et Montlouis-sur-Loire mousseux, Touraine mousseux … Hors champagne, ils peuvent également donner des produits de qualité, dans des gammes de prix plus abordables du fait de leur moindre notoriété.

## Causes de l'effervescence

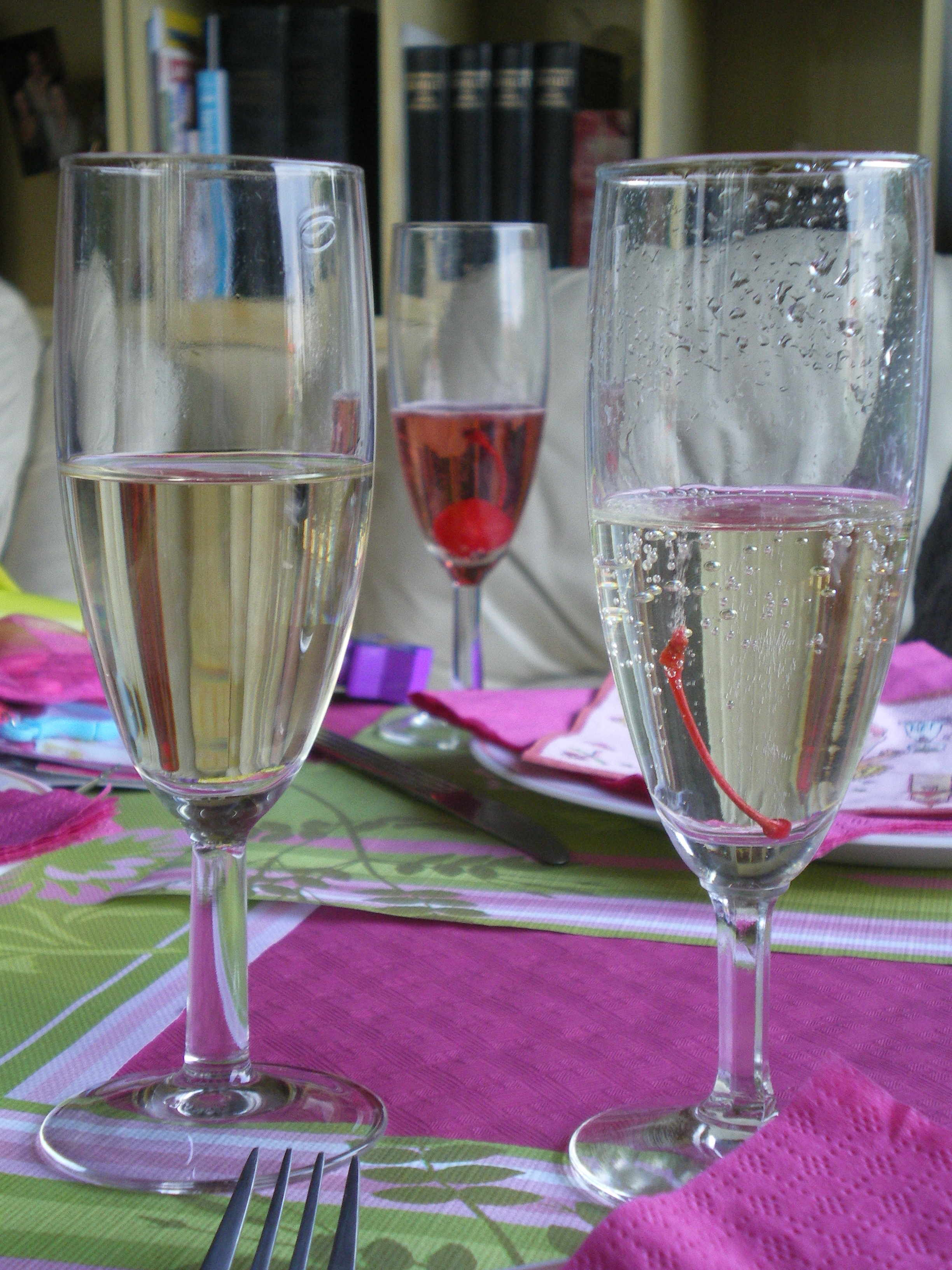
Le nombre de bulles de adhérant à la surface intérieure d'un verre dépend des caractéristiques de sa surface (notamment de la tension superficielle de celle-ci) et de sa propreté. Le verre de gauche est très propre alors que celui de droite a été mal nettoyé, ou mal rincé, comme l'atteste également la présence de gouttes de liquide perlant à la surface intérieure dans le haut du verre.

L'apparition de mousse ou de bulles lors de l'ouverture d'une bouteille de vin effervescent est décrite par les lois de Henry et de Boyle-Mariotte. Tant que le liquide est maintenu sous pression, c.-à-d. que la bouteille est fermée et étanche, le CO2 reste dissous et aucune bulle ne se forme dans la bouteille : le vin effervescent sous pression, et non agité, a toute l'apparence d'un vin tranquille (sans bulles). Excepté la fraction de CO2 présent à l'état gazeux dans l'espace libre situé au-dessus du liquide dans la bouteille, le CO2 se trouve essentiellement à l'état dissous dans le liquide. À l'ouverture de la bouteille, la pression partielle de CO2 chute soudainement et le liquide devient subitement sursaturé en CO2. Le liquide étant sursaturé en CO2 dissout, celui-ci se libère en phase gazeuse suivant la loi de Henry. Une fois libérées, les bulles de CO2 gazeux augmentent de volume selon la loi de Boyle-Mariotte : un gaz augmente de volume quand la pression chute.
Le muselet en fil de fer maintenant le bouchon en place a un rôle important : il empêche le CO2 gazeux sous pression dans l'espace libre au-dessus du liquide de faire sauter le bouchon et permet ainsi le maintien à l'intérieur de la bouteille d'une pression supérieure à la pression atmosphérique.
Le CO2 est contenu dans la bouteille maintenue sous pression essentiellement à l'état dissous dans le liquide (phase dissoute) mais aussi dans le plus petit volume de la phase gazeuse de l'espace libre. Lorsqu'on ouvre la bouteille, sa pression interne élevée est soudainement ramenée à la pression atmosphérique ambiante : le CO2 dissous dans le liquide devenu subitement sursaturé se libère alors brutalement en phase gazeuse tandis que le gaz présent dans l'espace libre au-dessus du liquide se détend également avec la diminution de pression (loi de Boyle-Mariotte). Le passage du CO2 de l'état dissous à l'état gazeux est énergétiquement plus difficile à réaliser directement au sein même d'un liquide suffisamment filtré et très clair (c.-à-d., s'il ne contient pas de particules solides en suspension) mais survient de façon préférentielle aux interfaces du liquide avec l'atmosphère ou les parois du récipient (« interface liquide-air » et « interface liquide-solide »). En effet, les interfaces favorisent la nucléation (germination) des bulles de gaz.
- Le passage du CO2 de l'état dissous à l'état gazeux au niveau de l'interface liquide-air ne produit pas nécessairement de bulles très visibles, mais si on agite vigoureusement le liquide dans le verre ou en secouant la bouteille, ou encore en cas de choc brutal sur la bouteille, il y a un apport externe soudain d'énergie dans le système et la surface de l'interface liquide-air peut également augmenter considérablement: de la mousse (émulsion eau-air) peut alors se former de façon soudaine et incontrôlée et entrainer le débordement du récipient.
- Les aspérités des parois du récipient favorisent la nucléation des bulles de gaz. En augmentant de volume, les bulles de gaz deviennent visibles à l'œil nu, puis finissent par se décrocher des parois et par remonter à la surface du liquide. Dans des conditions de propreté rigoureusement contrôlées en laboratoire et avec des récipients transparents en verre aux surfaces intérieures parfaitement lisses et très propres, les vins effervescents ne produisent pas immédiatement de bulles et présentent l'apparence d'un vin blanc ordinaire. En effet, il est nécessaire d'avoir d'infimes défauts, ou de minuscules aspérités à la surface des parois des récipients pour faire office de sites de nucléation et pour que se forment alors des bulles. Si le liquide est brusquement secoué (augmentation soudaine de la surface de contact à l'interface liquide-air), si la surface en verre du récipient est rayée à l'aide d'une spatule ou d'un tube capillaire en verre, ou si des grains de solide finement divisé sont introduits dans le système (augmentation soudaine de la surface de l'interface liquide-solide), la nucléation est immédiate et le dégazage du CO2 s'opère alors de façon brutale et incontrôlée[réf. nécessaire].
- La tension superficielle aux interfaces liquide-solide-gaz joue également un rôle important dans la formation des bulles de CO2 et de la mousse. Il est très difficile de verser un vin effervescent dans un gobelet en plastique sans produire beaucoup de mousses, tout comme la présence de résidus d'agents tensioactifs (détergents, savons...) laissés à la surface du verre par un rinçage insuffisant influence aussi la formation des bulles et la durée de vie de la mousse. En effet, la stabilité de la mousse de la bière, un autre liquide effervescent, est particulièrement sensible aux résidus de détergent et dépend grandement de la façon dont les verres sont correctement rincés, ou non.
- La solubilité du CO2 dans le vin est également fonction de sa température: la solubilité du CO2, comme celle de tous les gaz dans l'eau (abstraction faite ici de la présence de l'alcool dans le vin), diminue quand la température augmente: la solubilité des gaz dans l'eau est dite rétrograde. Un vin effervescent perdra donc davantage son CO2 à température élevée que s'il est bien refroidi. La libération (dégazage) du CO2 est une réaction endothermique, c.-à-d. nécessitant un apport externe d'énergie. À l'inverse, la dissolution du CO2 dans l'eau, ou le vin, est une réaction exothermique, libérant de l'énergie. Cela explique en partie pourquoi les vins effervescents sont servis froids, mais la température influence également le goût et les propriétés organoleptiques des vins mousseux.

Lorsque le CO2 dissous dans le vin a atteint l'équilibre avec le CO2 gazeux à pression atmosphérique ambiante, le vin est éventé et perd son effervescence.

## Types de vin effervescent
Selon la quantité de dioxyde de carbone dissous ou selon la pression interne de la bouteille :
- vin perlant : contient plus d'un gramme de dioxyde de carbone par litre de vin. Des bulles se forment à 20 °C lors de l'ouverture de la bouteille ;
- vin pétillant : à bouteille fermée et à 20 °C le dioxyde de carbone exerce une surpression de 1 à 2,5 bars ;
- vin mousseux : à bouteille fermée et à 20 °C le dioxyde de carbone exerce une surpression supérieure à 3 bars. Le champagne et les crémants sont des vins mousseux.

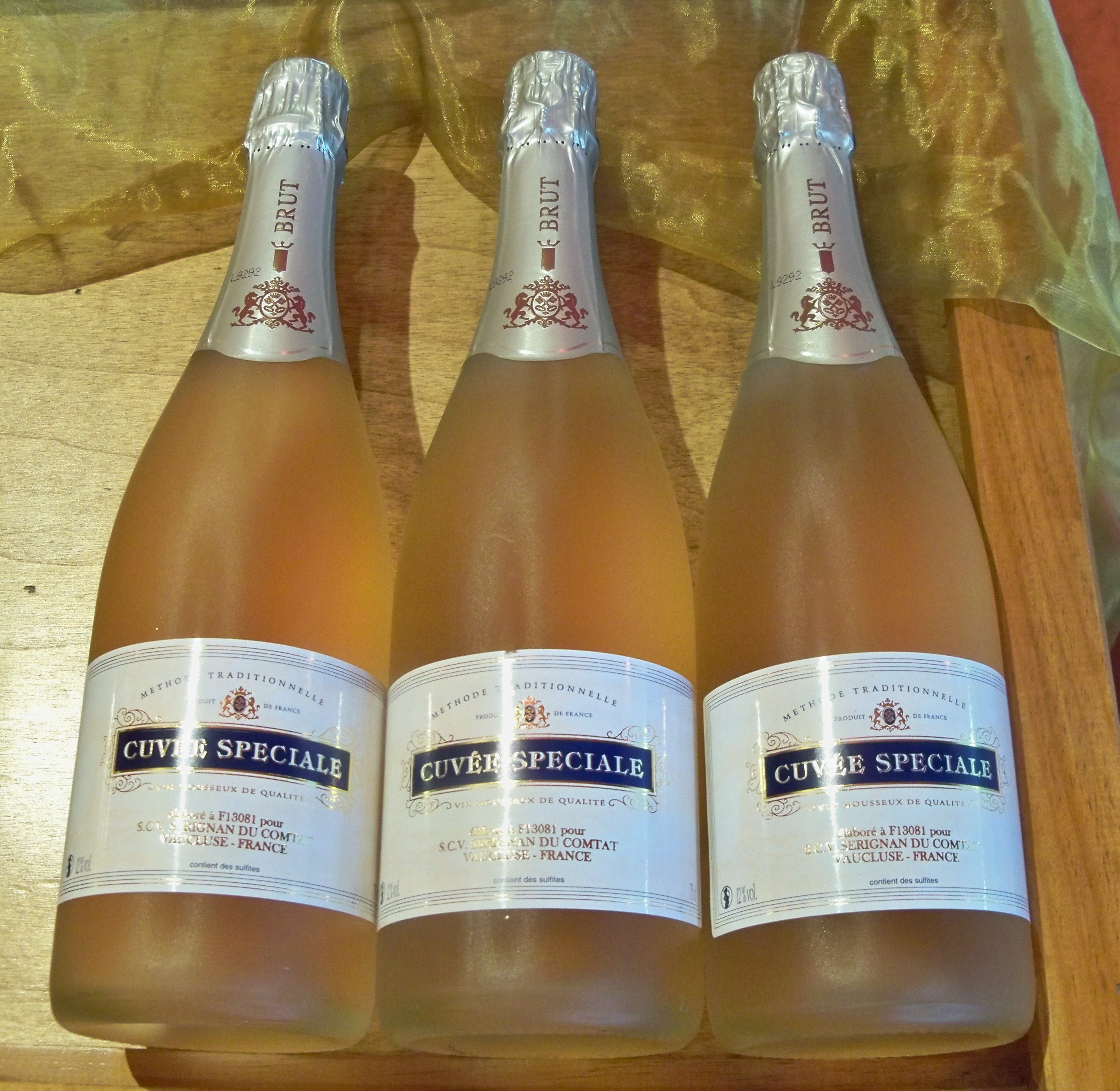
Mousseux brut, Cuvée spéciale
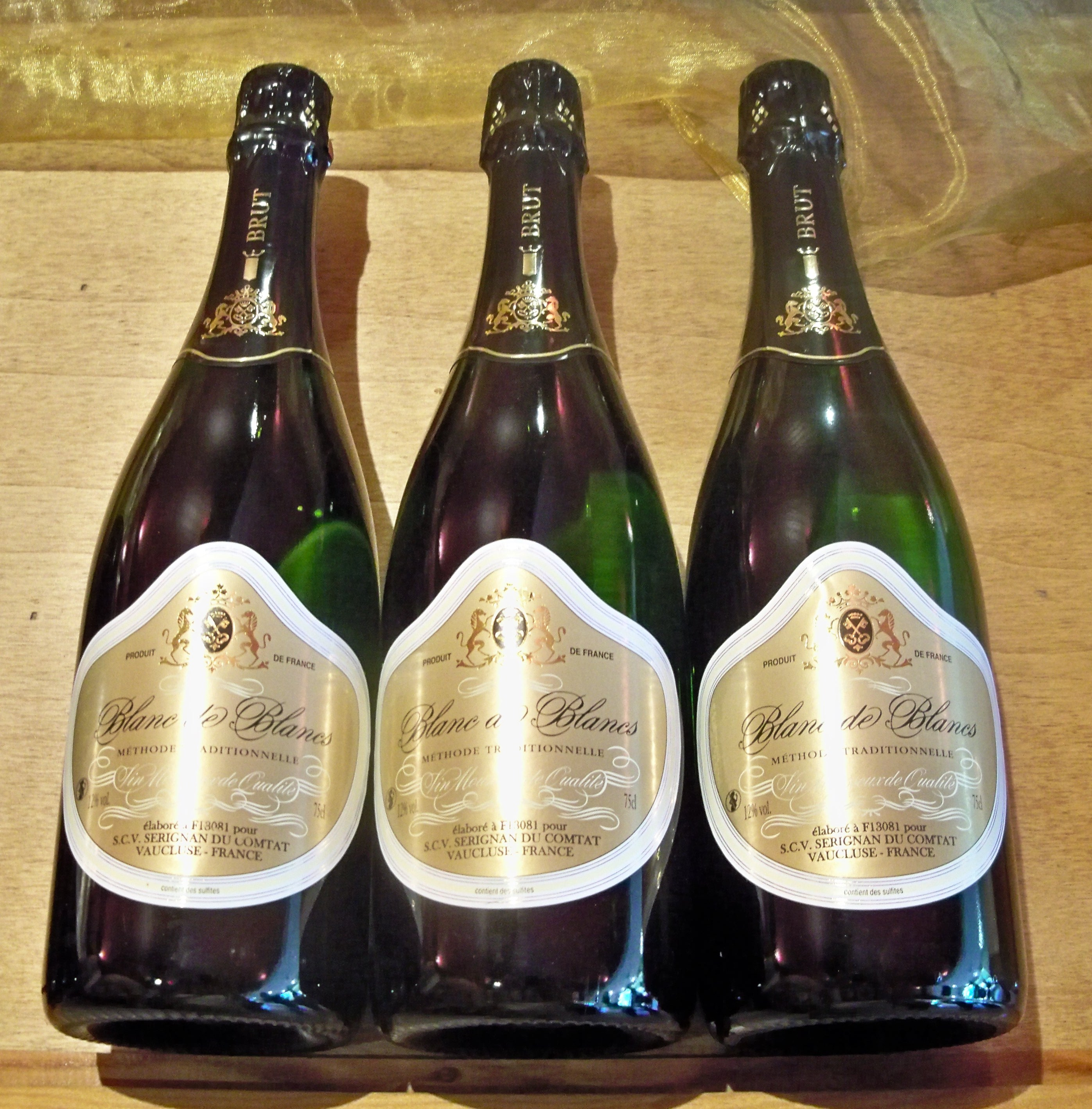
Mousseux brut, blanc de blancs
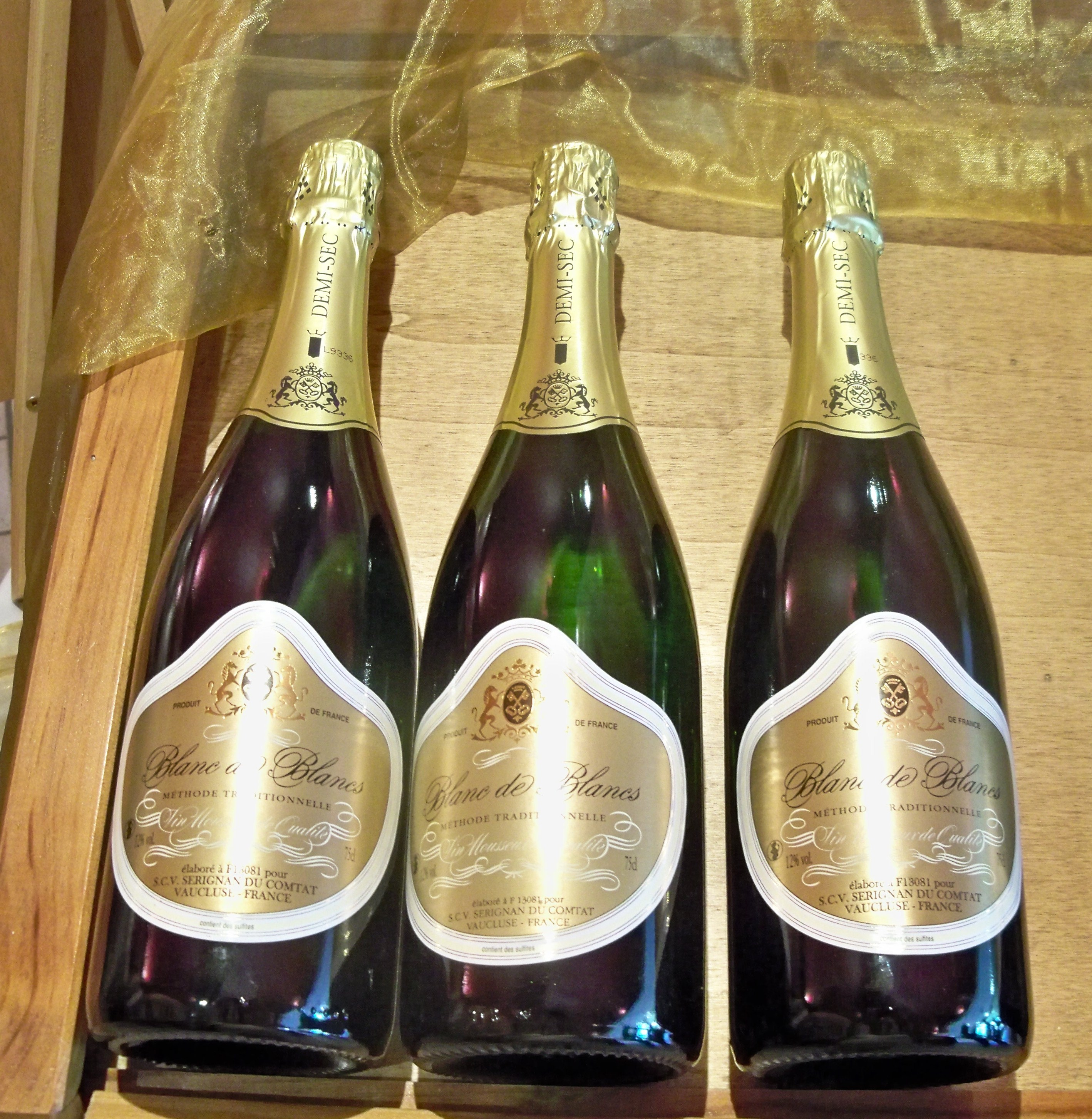
Mousseux demi-sec, blanc de blancs

Selon la teneur en sucre de la liqueur d'expédition pour les effervescents qui en font usage, comme le champagne (français) ou le cava (espagnol) :
- Brut nature (sans ajout de sucre : concentration naturelle en sucre résiduel après fermentation jusqu'à 3 g par litre)
- Extra-brut (jusqu'à 6 g de sucre par litre)
- Brut (jusqu'à 12 g de sucre par litre)
- Extra-sec (de 12 g à 17 g de sucre par litre)
- Sec (de 17 g à 32 g de sucre par litre)
- Demi-sec (de 32 g à 50 g de sucre par litre)
- Doux (plus de 50 g de sucre par litre)

En Europe, il y a une tolérance de plus ou moins 3 grammes de sucre par litre. « La teneur en sucre ne peut être ni supérieure, ni inférieure, à plus de 3 g/L suivant l’indication figurant sur l’étiquette ».

## Méthodes d'élaboration
Il existe plusieurs méthodes permettant d'obtenir un vin effervescent. Elles aboutissent toutes à ce qui est traditionnellement appelé la « prise de mousse », c'est-à-dire la phase finale de vinification, qui apporte au vin son effervescence. La méthode la plus utilisée est la méthode traditionnelle, autrefois appelée aussi « champenoise ».
L'usage de l'AOC Champagne interdit aux autres productions de faire référence à ce vignoble, elles utilisent alors la mention « méthode traditionnelle ». Quant aux vins de Champagne, ils se nomment « Champagne » tout court et sont les seuls autorisés à faire usage de la mention « méthode champenoise ». De fait, les vins de Champagne ont judicieusement abandonné aux autres vins effervescents le terme « crémant » qui correspondait autrefois aux champagnes de demi-pression, en échange de l'abandon par les autres vins du terme « méthode champenoise » à l'avenir exclusivement réservé aux champagnes.
Les principales méthodes de production de vins mousseux sont au nombre de sept, avec quelques variantes. Sans vouloir désigner quelles méthodes de production donnent les meilleurs vins, il existe un consensus sur le fait que les quatre premières méthodes, dans lesquelles la seconde fermentation a lieu en bouteille, sont généralement préférables aux trois dernières. Le tableau suivant présente les principales caractéristiques de chaque méthode. Les méthodes sont ensuite décrites dans le texte. Il convient de noter que chaque méthode peut varier d’un producteur à l’autre.
| Étape de production   | Étape de production                                                                          | Méthode traditionnelle | Méthode ancestrale | Méthode par transfert | Méthode dioise | Méthode de la cuve close | Méthode continue | Méthode de gazéification |
| --------------------- | -------------------------------------------------------------------------------------------- | ---------------------- | ------------------ | --------------------- | -------------- | ------------------------ | ---------------- | ------------------------ |
| Étapes préliminaires  | Production de vin de base et (généralement) de cuvée d'assemblage selon la technique normale | Oui                    | Oui                | Oui                   | Oui            | Oui                      | Oui              | Oui                      |
| Étapes préliminaires  | Tirage                                                                                       | Oui                    | -                  | Oui                   | -              | Oui                      | Oui              | -                        |
| Étapes préliminaires  | Embouteillage                                                                                | Oui                    | Oui                | Oui                   | Oui            | -                        | -                | -                        |
| Deuxième fermentation | En bouteille                                                                                 | Oui                    | Oui                | Oui                   | Oui            | -                        | -                | -                        |
| Deuxième fermentation | En cuve d'acier                                                                              | -                      | -                  | -                     | -              | Oui                      | Oui              | -                        |
| Deuxième fermentation | Remuage                                                                                      | Oui                    | (Oui)              | (Oui)                 | -              | -                        | -                | -                        |
| Deuxième fermentation | Dégorgement                                                                                  | Oui                    | (Oui)              | (Oui)                 | -              | -                        | -                | -                        |
| Deuxième fermentation | Vidange, nettoyage                                                                           | -                      | -                  | Oui                   | Oui            | -                        | -                | -                        |
| Deuxième fermentation | Filtration                                                                                   | -                      | (Oui)              | Oui                   | Oui            | Oui                      | -                | -                        |
| Deuxième fermentation | Dosage                                                                                       | Oui                    | -                  | Oui                   | -              | Oui                      | -                | -                        |
| Étapes finales        | Ajout de dioxyde de carbone                                                                  | -                      | -                  | -                     | -              | -                        | -                | Oui                      |
| Étapes finales        | Clarification / filtration                                                                   | -                      | -                  | (Oui)                 | Oui            | Oui                      | Oui              | -                        |
| Étapes finales        | Stabilisation du CO2                                                                         | -                      | -                  | -                     | -              | Oui                      | Oui              | Oui                      |
| Étapes finales        | Embouteillage                                                                                | -                      | -                  | Oui                   | Oui            | Oui                      | Oui              | Oui                      |
| Étapes finales        | Bouchage, étiquetage, etc.                                                                   | Oui                    | Oui                | Oui                   | Oui            | Oui                      | Oui              | Oui                      |

### Méthode champenoise (ou traditionnelle)

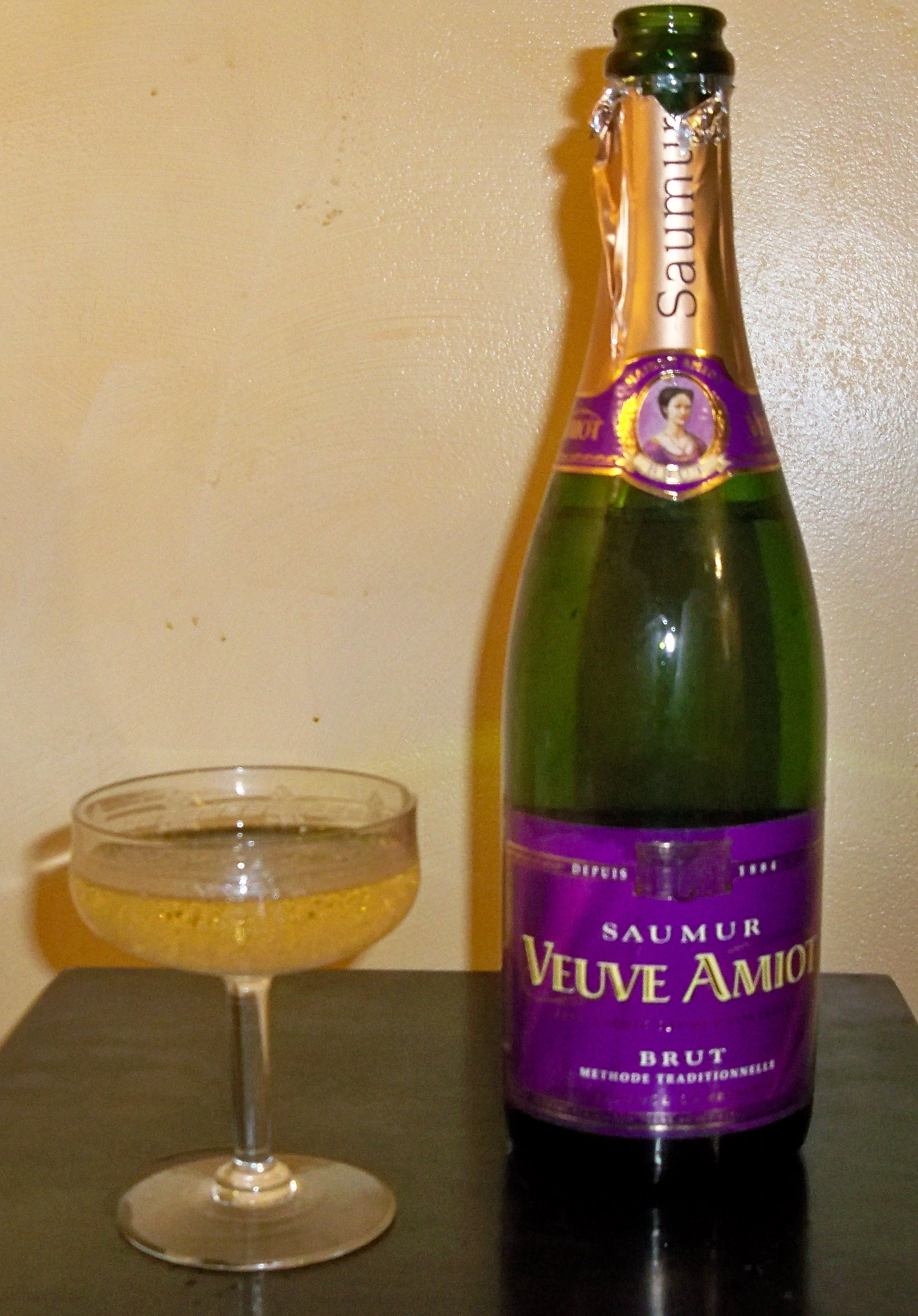
AOC Saumur mousseux brut

La méthode traditionnelle (ou méthode champenoise) consiste à vinifier dans un premier temps un vin tranquille. La fermentation alcoolique, génératrice de CO2, est donc entièrement réalisée en cuves ou en foudres (grandes bariques). Ce n'est donc pas le gaz émis lors de cette première fermentation qui servira à créer l'effervescence. Après un temps d'élevage choisi par le vinificateur, de quelques mois à plusieurs années, le vin tranquille obtenu est mis en bouteille, mais une partie de ce vin n'est pas mise en bouteille car elle servira à créer les liqueurs de tirage et ensuite de dosage. On ajoute alors, dans chaque bouteille, une quantité de ce même vin mélangé avec une dose de sucre et une dose de levures: il s'agit de la liqueur de tirage. Les nouvelles levures vont alors transformer le sucre ajouté en alcool, au cours de la fermentation en bouteille.

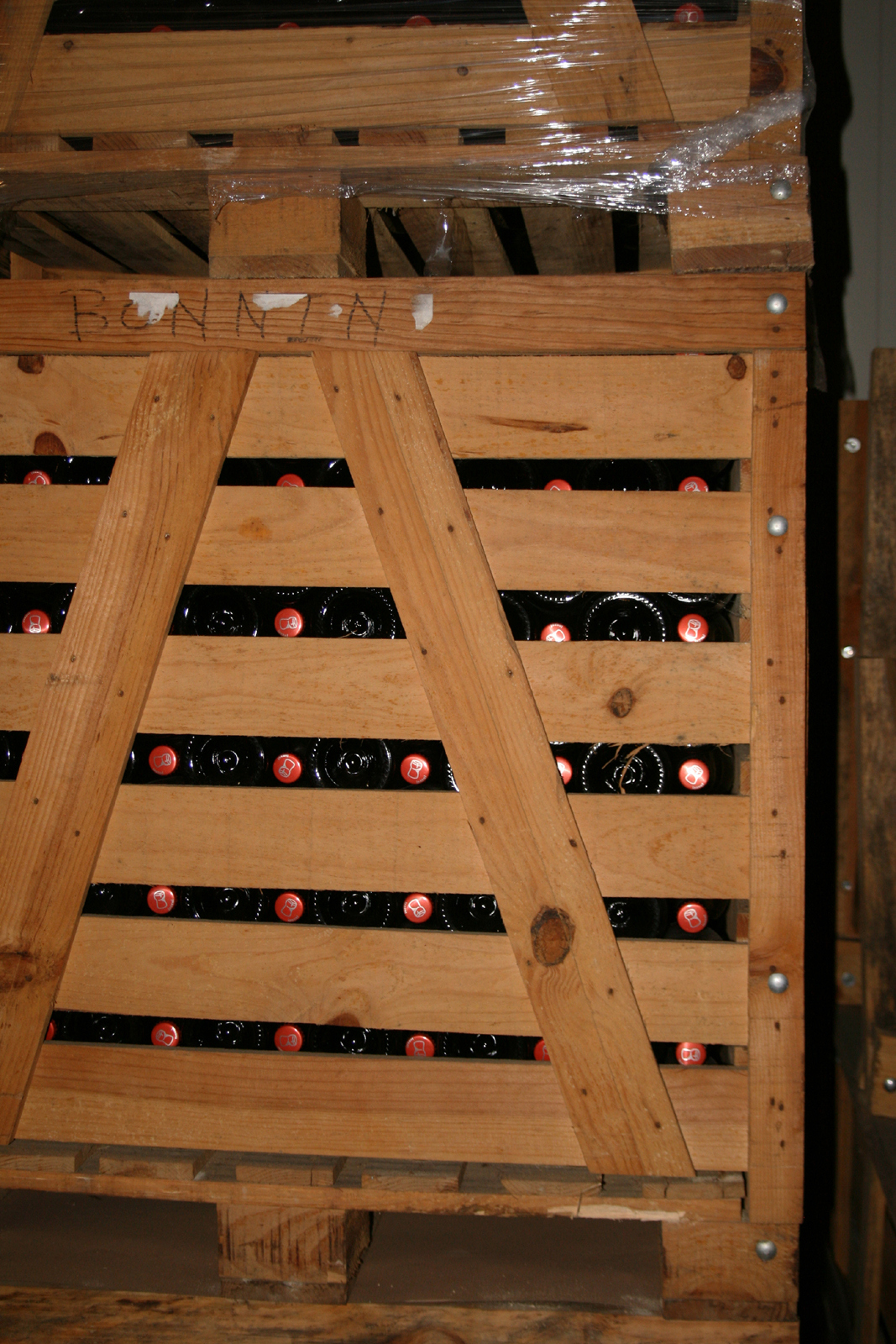
Seconde fermentation: notez la présence de capsules métalliques rouges fermant les bouteilles lors de cette étape.

Le CO2 produit lors de cette seconde fermentation alcoolique est piégé dans la bouteille et retenu fermement par une capsule métallique, comme celles utilisées pour les bouteilles de bière. C'est la production du CO2, confiné dans la bouteille dont il ne peut s'échapper et dissous sous pression au moment de sa formation dans le liquide, qui sera responsable, à l'ouverture de la bouteille, de l'effervescence du vin. Des lies constituées essentiellement de levures mortes sont cependant produites lors de cette seconde étape de fermentation alcoolique: c'est le dépôt. Jusqu'au Premier Empire le dépôt était laissé en bouteille et le champagne était servi carafé, et donc partiellement dégazé, mais autour de 1813 une méthode fut mise au point pour produire directement des bouteilles sans dépôt : une fois la « prise de mousse » effectuée – c’est-à-dire après arrêt de la fermentation en bouteille lorsque le sucre ajouté a été transformé en alcool et CO2 par les levures – les bouteilles de vin effervescent sont laissées en l'état, horizontalement, on dit sur lattes, un temps variable, en fonction de l'appellation et du souhait du vinificateur.

Après quelques mois intervient l'opération dite de « remuage », les bouteilles sont placées goulot vers le bas et inclinées d'entre 30° et 40° sur ce que l'on appelle des pupitres. Tous les jours, pendant les trois ou quatre mois précédant la mise en vente des bouteilles, un « remueur » effectue cette opération : il tourne chaque bouteille, selon la méthode de chaque cave, de 1/8, 1/6 ou 1/4 de tour. Il existe actuellement des machines appelées « gyros » qui exécutent ce mouvement de remuage régulièrement et automatiquement, mais quelques producteurs font encore appel aux « remueurs » traditionnels. Qu'il soit effectué par un homme ou par une machine, le « remuage » sert à faire progressivement migrer vers le goulot de la bouteille le dépôt et les lies que forment les levures ajoutées lors de la mise en bouteille. 

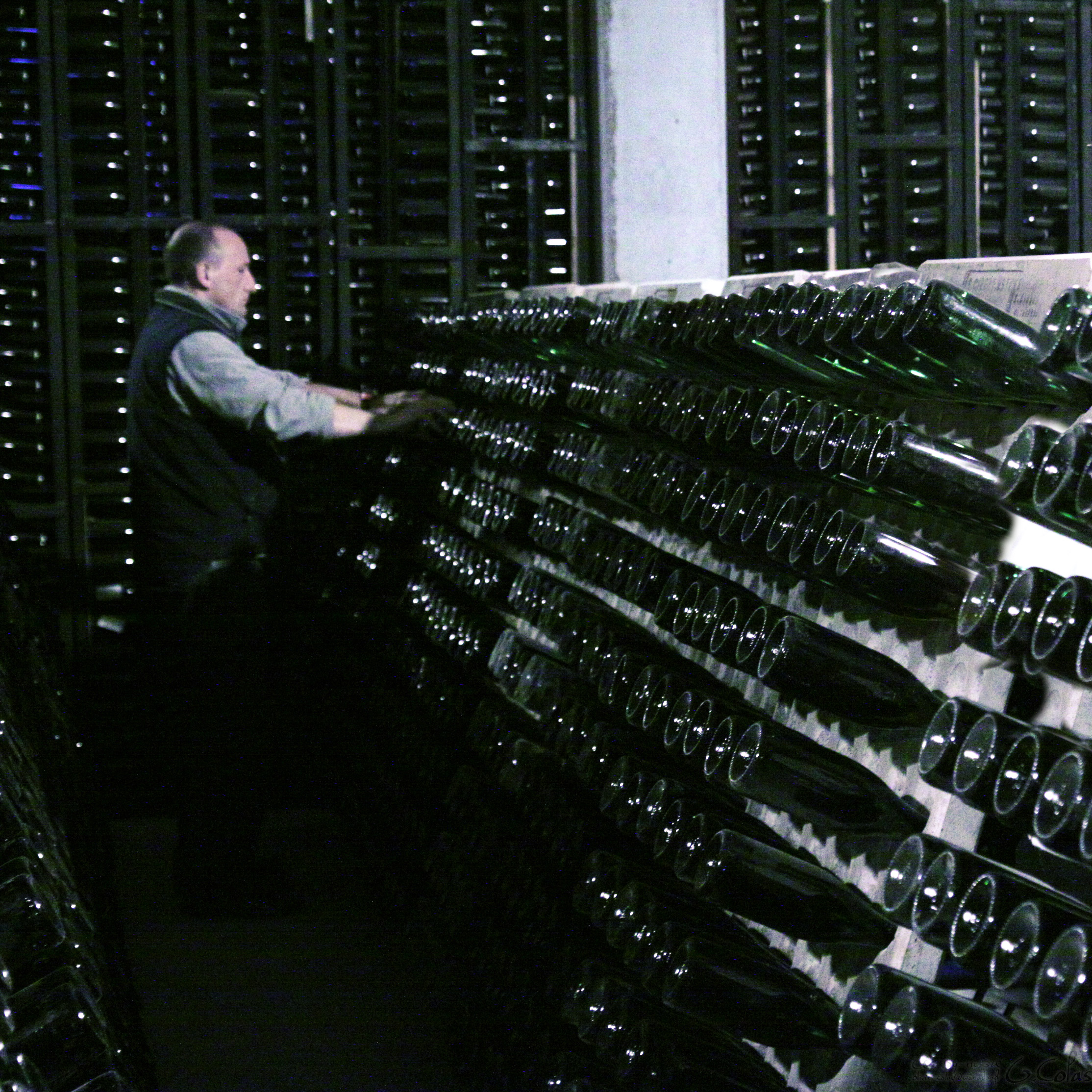
Remuage traditionnel à la main de bouteilles de Cava.
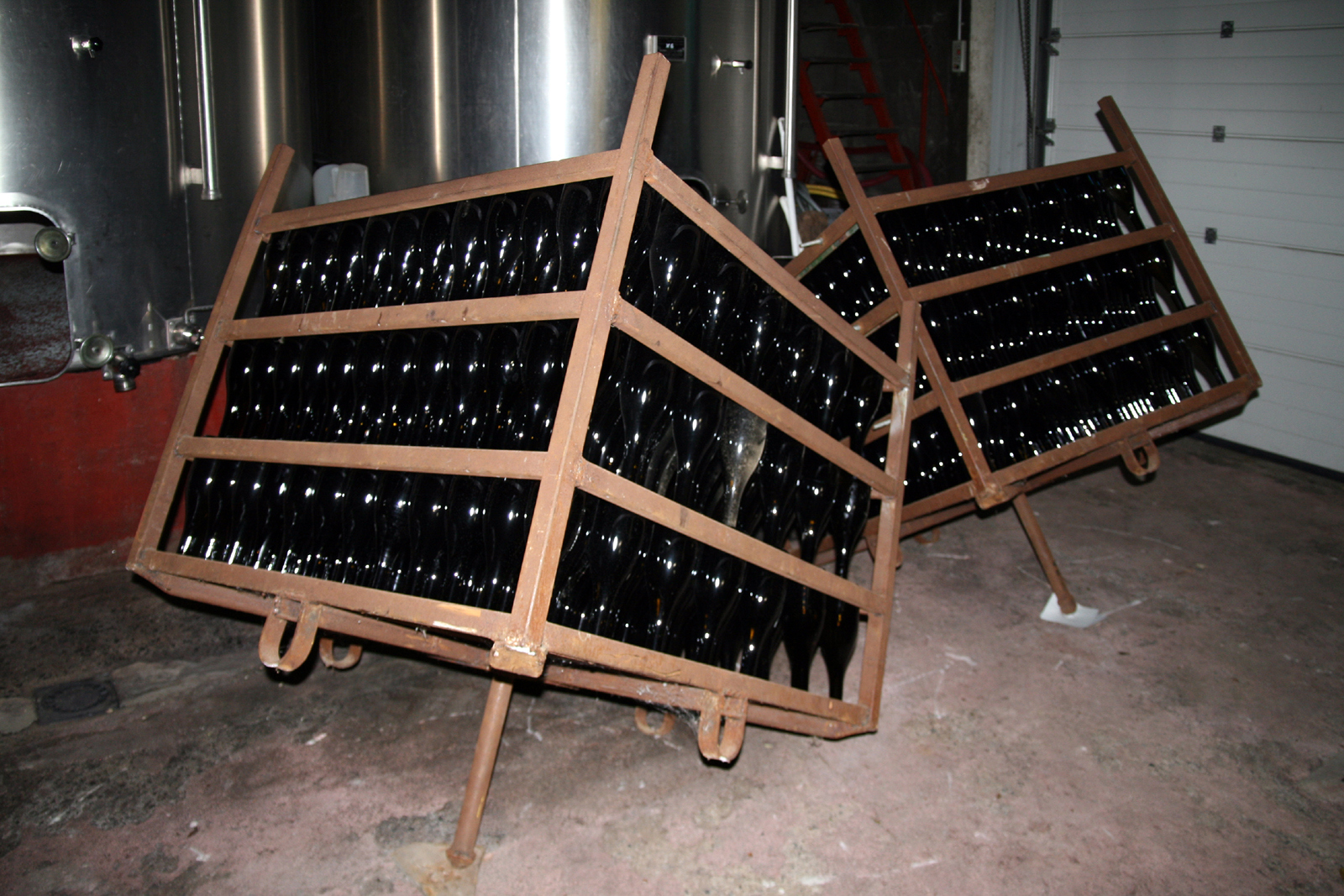
Remuage automatique sur Gyropalette.

Avant commercialisation, ce dépôt est expulsé lors de la phase de dégorgement. Il est pour cela nécessaire de geler le dépôt au niveau du goulot, d'ouvrir la bouteille et d'expulser le glaçon emprisonnant les levures. Quelques rares producteurs ne gèlent pas le dépôt et dégorgent leur bouteille « à la volée ».

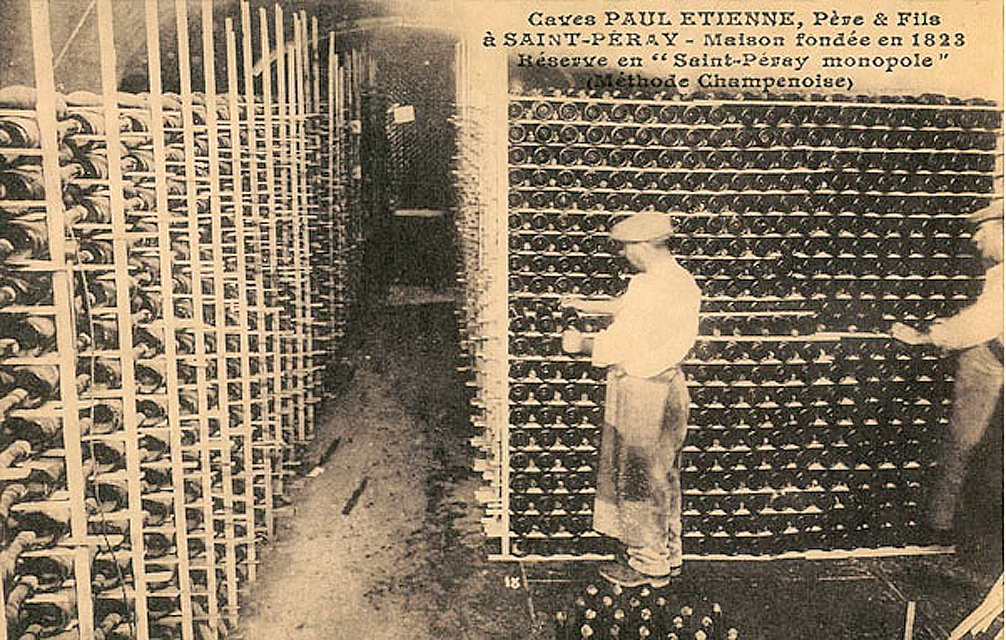
Stockage du mousseux saint-péray au début du XXe siècle

Dans un cas comme dans l'autre, le volume de liquide correspondant au dépôt ôté de la bouteille doit être compensé. On ajoute pour cela dans chaque bouteille une dose de vin et de sucre : la liqueur de dosage (dite aussi d'expédition). C'est la quantité de sucre ajoutée à cette étape qui détermine le type de vin effervescent produit par méthode traditionnelle : brut nature, extra-brut, brut, sec, demi-sec et moelleux. « Brut nature » correspond à ce que certains producteurs appellent aussi « non-dosé » pour signifier que leur vin n'a pas subi d'ajout de sucre après dégorgement. Une fois le dosage effectué, la bouteille peut recevoir son bouchon définitif en liège (à la place de la capsule métallique qui l'obturait pendant la prise de mousse et la maturation). Un muselet en fil de fer attache fermement le bouchon au rebord du goulot pour empêcher le bouchon de sauter en dehors de la bouteille sous l'effet de la pression du CO2 produit par la réaction de fermentation.

### Méthode ancestrale
La méthode par fermentation spontanée est appelée méthode « rurale », « artisanale » ou « ancestrale », dite aussi limouxine ou encore gaillacoise en fonction des régions. Les vins appelés « pétillants naturels » ou « pet' nat' », sont issus de la « méthode ancestrale »,.
Elle consiste à effectuer la mise en bouteille du vin précocement, alors que la fermentation alcoolique du moût n'est pas achevée. Des sucres naturels du raisin et des levures se trouvent ainsi enfermés dans la bouteille, où la fermentation alcoolique va pouvoir s'achever. C'est le CO2 produit pendant cette fin de fermentation naturelle qui va procurer l'effervescence au vin. Du début à la fin de la seconde partie de la fermentation les bouteilles restent fermées, en aucun moment elles ne sont ouvertes pour intervenir dans le processus. Grâce à sa simplicité, cette méthode ne nécessite aucun tirage, élevage sur lattes, dégorgement ou rebouchage de bouteilles.
Certains effervescents parmi les blanquettes de Limoux, les cerdons et certains gaillacs sont élevés selon la « méthode ancestrale ».

### Méthode par transfert
Comme avec les méthodes traditionnelle ou champenoise la prise de mousse se fait en bouteille, mais il n'y a pas de dégorgement. Le vin déjà mousseux est retiré de sa bouteille (les bouteilles sont rincées pour être réutilisées) et filtré de son dépôt dans une cuve sous pression, où il reçoit une liqueur de dosage. Toujours sous pression (grâce à une tireuse isobarométrique), le vin est immédiatement remis en bouteille avec son dioxyde de carbone naturel.

### Méthode dioise
C'est la méthode de la clairette de Die, du Diois et de la vallée de la Drôme.
Elle est similaire à la méthode ancestrale (sucres et levures naturels du raisin s'occupent de la fermentation) sauf qu'après la prise de mousse (en bouteille et en cave) on vidange les bouteilles à froid pour effectuer une filtration des levures, comme avec la méthode par transfert, mais sans ajout de liqueur de dosage. Entretemps les bouteilles ont été rincées et sont prêtes à recevoir à nouveau leur contenu, qui a été filtré entre deux cuves isobarométriques qui maintiennent le vin à la pression initiale.

### Méthode de la cuve close

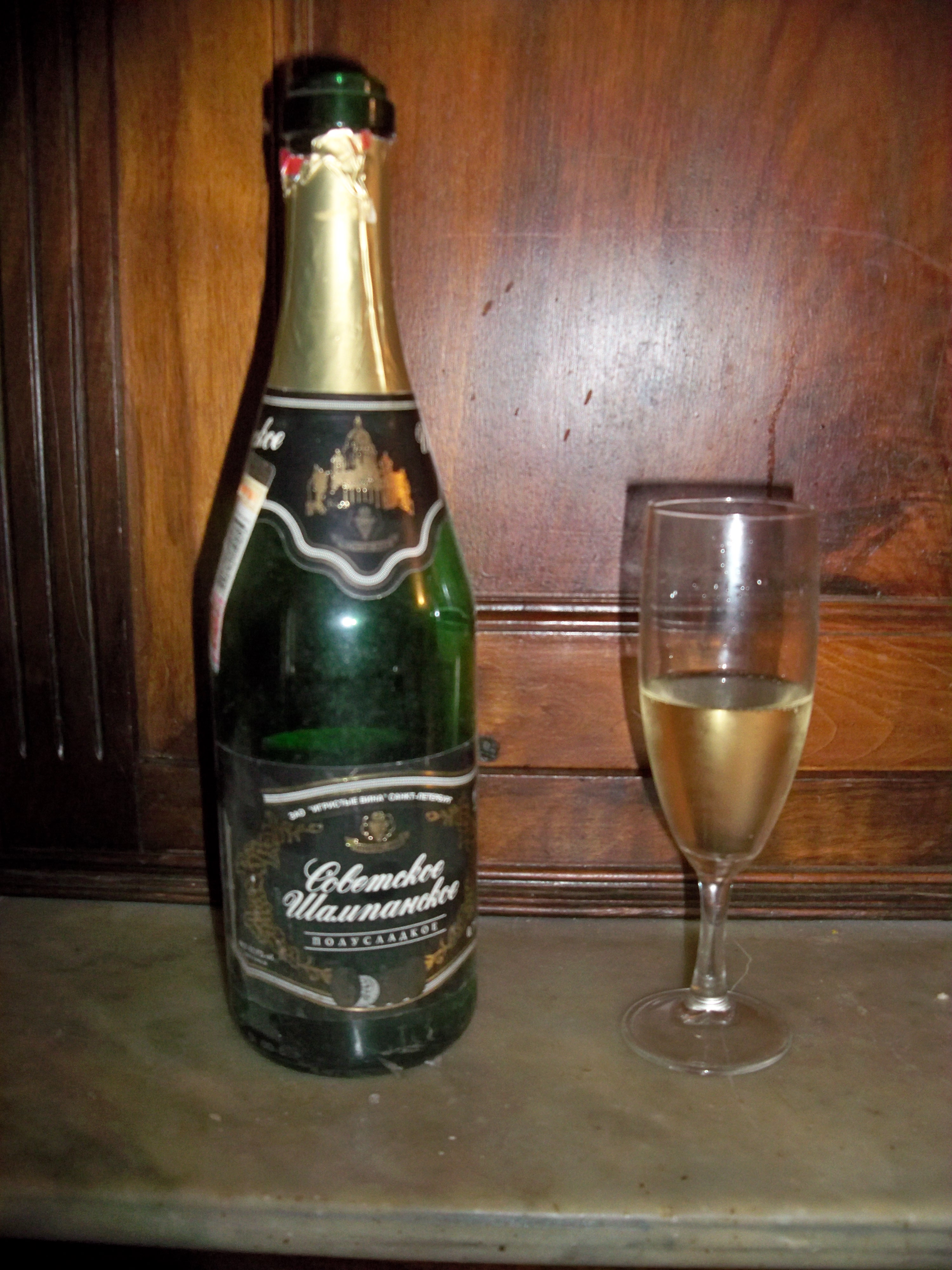
Mousseux russe ayant encore gardé sur son étiquette la mention Champagne soviétique

La prise de mousse ne se réalise pas en bouteille mais dans une cuve sous pression. Pour compenser la perte de dioxyde de carbone pendant la mise en bouteille un dioxyde de carbone alimentaire est autorisé.
L'italien Frederico Martinotti commença à mettre au point cette méthode en 1895. Elle fut cependant améliorée par Eugène Charmat qui breveta cette méthode en 1907 à l'université du vin de Montpellier.
Elle est utilisée pour fabriquer les Sekt allemands et tchèques, les vins sardes, des cidres, et les Prosecco. Elle est également appelée « méthode italienne » en Italie.

### Méthode continue
Aussi appelée « méthode russe », son principe est une circulation du vin en continu à l'intérieur d'une série de cuves contenant des copeaux de chêne ou autres matériaux où les levures se fixent et fermentent le sucre. En fin de processus, avec la dernière cuve, le vin est mousseux et immédiatement mis en bouteille par le biais d'une tireuse isobarométrique.

### Méthode de gazéification
Le dioxyde de carbone ne provient pas d'une fermentation. Un appareil appelé saturateur introduit dans le vin, sous pression, du dioxyde de carbone de qualité alimentaire. Une tireuse isobarométrique s'occupe ensuite de le mettre en bouteille.

## Marché mondial
(mars 2017).
Alors que la production totale de vin est en baisse depuis 2005, le marché mondial des vins effervescents est en expansion : en 1990, 2 milliards de cols sont produits, en 2010, 2,5 milliards de cols sont fabriqués soit 7 % de la production mondiale de vin. La France (26 % de la production mondiale de vins effervescents) est le premier producteur mondial en 2010 soit environ 10 % de sa production totale de vin, le Champagne représentant 50 % des volumes de vins effervescents produits. L’Italie est le deuxième
producteur mondial mais le premier exportateur avec le Prosecco qui représente environ 25 % des volumes, puis viennent l'Allemagne (30 % de sa production en vins effervescents) et l'Espagne.
Vin associé aux fêtes, sa consommation est soumise à une forte saisonnalité. L’Allemagne est le premier pays consommateur en 2010 avec 480 millions de cols devant la France (460 millions de cols). Rapporté au nombre de bouteilles par habitant, cette dernière se classe première avec une consommation moyenne de 7 bouteilles par an, devant l'Allemagne (6 bouteilles par an), l'Espagne (3 bouteilles par an), l'Italie (3 bouteilles par an).
L'Allemagne est le principal importateur en 2011 avec 27 % des volumes, devant le Royaume-Uni (16 %) et les États-Unis (12 %).

## Appellations du monde

### Afrique du Sud
Les vins mousseux sud-africains élaborés selon la méthode traditionnelle sont désignés sous le nom de « Methode Cap Classique » (MCC). Les premiers vins élaborés à l'aide de cette méthode ont été produits en 1968 par Simonsig Wine Estate à Stellenbosch, et sont sortis en 1971. Depuis, d'autres établissements vinicoles ont commencé à utiliser la Méthode Cap Classique pour produire des vins mousseux. Le terme a été adopté en 1992 en réponse à l'interdiction d'utiliser les mots « champagne » et « champenoise » pour autre chose qu'un vin fermenté en bouteille et élaboré en Champagne. Cette même année, les producteurs se sont réunis pour former la Cap Classique Producers Association (CCPA), qui s’efforce d’améliorer les normes de qualité de ses 60 établissements vinicoles membres. Environ 2,5 millions de bouteilles sont fabriquées chaque année.
Il existe des normes de qualité minimales convenues, auxquelles jusqu'à maintenant tous les producteurs adhèrent volontairement. Les seuls critères contrôlés par la certification sont le temps passé sur lies (au minimum neuf mois) et que le vin ait un minimum de 3 bars de pression. Cependant, les vins vont généralement être laissés sur leurs lies entre un et deux ans et parfois plus. Les cépages traditionnels de la Champagne telles que le chardonnay, le pinot noir et le pinot meunier sont utilisées principalement pour la production de MCC. Cependant, l'utilisation d'autres cépages est de plus en plus en vogue comme le sauvignon blanc et le chenin blanc. On peut également trouver des vins mousseux fabriqués selon la méthode de la cuve close et du mousseux rouge réalisés à partir de pinotage. Bien que les cépages utilisés soient les mêmes, le climat chaud des vignobles sud-africains confère à ces vins une saveur très fruitée unique, les distinguant de ceux du Vieux Monde. La qualité des MCC d'Afrique du Sud peut être comparée aux vins produits en Champagne.

### Allemagne
Sekt est un terme allemand désignant un vin mousseux. La majorité du Sekt produit (environ 95 %) est fabriquée selon la méthode de la cuve close, le reste étant fabriqué selon la méthode traditionnelle. Un vin mousseux bon marché avec injection de CO2 ne peut pas s'appeler Sekt, mais plutôt Schaumwein (vin mousseux en allemand, littéralement « vin moussant »), le vin pétillant s'appelle Perlwein. Environ 90 % de Sekt est élaboré au moins en partie à partir de vins importés d'Italie, d'Espagne et de France. Le Sekt appelé Deutscher Sekt est fabriqué exclusivement à partir de raisins allemands et Sekt bA (bestimmter Anbaugebiete, en parallèle de Qualitätswein bA), ne provient que de raisins de l’une des 13 régions viticoles de qualité d'Allemagne.
Certains des vins haut de gamme sont souvent élaborés à partir de riesling, de pinot blanc, de pinot gris et de pinot noir, dont une grande partie est bue localement plutôt qu'exportée. Ces sekts sont généralement millésimés avec le nom du village et des vignobles d'où proviennent les raisins. Le Premium Sekt bA, produit en petits lots, est souvent appelé Winzersekt (sekt de vigneron), car il est généralement produit par un producteur possédant ses propres vignobles, plutôt que par les grandes entreprises productrices de Sekt (Sektkellereien), qui achètent des raisins ou du vin de base à grande échelle pour leur production. En Autriche, le terme correspondant est Hauersekt.
La production allemande de vins effervescents remonte à 1826, année de la fondation de GC Kessler & Co. à Esslingen am Neckar par Georg Christian Kessler (1787-1842), qui avait auparavant travaillé à la maison de champagne Veuve Clicquot de 1807 à 1826. Les noms utilisés par les producteurs allemands pour leurs vins mousseux au XIXe siècle étaient « Mousseux », « Sect » ou « Champagne » (ou Champagner), mais le traité de Versailles de 1919 a interdit à l’Allemagne l’utilisation de cette dénomination bien avant que la réglementation de l’Union européenne l’interdise en dehors de la Champagne. Sekt était à l'origine un nom allemand informel pour le vin mousseux, inventé à Berlin en 1825, mais était couramment utilisé dans les années 1890. L'Allemagne a longtemps tenté de faire en sorte que le nom de Sekt soit réservé aux vins mousseux de pays dont l'allemand est la langue officielle, mais cette réglementation a été annulée par la Cour de justice des Communautés européennes en 1975. Une autre décision judiciaire rendue dans les années 1970 supprimait le monopole des grands producteurs sur la production de Sekt, permettant aux coopératives viticoles et aux viticulteurs individuels de produire et de vendre leurs propres vins mousseux. Ensemble, ces deux décisions ont abouti à la possibilité d'utiliser le nom Sekt pour des vins mousseux de qualité variable.
Le Sekt est généralement livré avec un muselet (capsule et cage métallique) pour résister à la pression considérable du CO2. Il est également assorti d'une taxe Schaumwein, qui s'élève à 136 euros par hectolitre depuis 2005, soit 1,02 euro par bouteille de 0,75 litre. Cet impôt a été introduit par l'empereur Guillaume II en 1902 pour financer l'expansion de la marine impériale.
Les Allemands appellent aussi Sekt des vins étrangers similaires, comme le Krimsekt (souvent rouge) de Crimée.

### Angleterre
La production commerciale de vins mousseux fermentés en bouteille à partir de raisins cultivés en Angleterre a débuté dans les années 1960, bien que les vins mousseux fabriqués au Royaume-Uni à partir de raisins importés soient plus anciens. Dans les années 1980, certains viticulteurs anglais ont commencé à cultiver les cépages utilisés en Champagne – chardonnay, pinot noir et pinot meunier – et dans les décennies qui ont suivi, la disponibilité de vins mousseux anglais élaborés à partir de ces cépages a augmenté. Aujourd'hui, il existe plus de 100 vignobles en Angleterre produisant des vins mousseux. Nyetimber, Ridgeview et Chapel Down sont parmi les plus grands producteurs. En 2010, le chardonnay et le pinot noir étaient les deux cépages les plus plantés dans les vignobles anglais. Avec le pinot meunier, les trois variétés combinées représentaient environ 40 % des vignes plantées, ce qui semble refléter un intérêt croissant pour les vins mousseux anglais. Les autres cépages utilisés sont auxerrois, seyval blanc, müller-thurgau, reichensteiner et bacchus. Pour mettre cela en contexte, la production actuelle de tous les types de vin anglais atteint en moyenne 2 millions de bouteilles par an.

### Australie
La production de vin mousseux australien s'est développée en peu de temps, grâce notamment aux investissements de plusieurs maisons de champagne, comme Moët et Chandon et Louis Roederer.
Le climat frais de la Tasmanie en a fait une région privilégiée pour la production de vin mousseux grâce à de nombreux producteurs venus de l'Australie. Le commentateur des vins James Halliday notait que « la grande majorité des meilleurs vins mousseux provient maintenant de la Tasmanie », tandis que Tyson Stelzer déclarait également que « la Tasmanie conserve sa place de capitale étincelante de l'Australie », avec l'utilisation conjointe des cépages traditionnels et d'une fermentation secondaire.
Alors que la plupart du vin mousseux est produit à partir de chardonnay, de pinot noir et de pinot meunier, le « sparkling Shiraz », qui est un vin rouge pétillant est produit à partir de syrah. La plupart de ces derniers sont traditionnellement légèrement sucrés, mais certains producteurs produisent ces vins en sec, avec du corps et des tanins présents.
Depuis 2012, les gros producteurs de vins mousseux ont commencé à utiliser des bouchons à vis au lieu des bouchons traditionnels en liège tenus par un muselet.

### Autriche
En Autriche, le Sekt est souvent élaboré selon la méthode champenoise avec les raisins Welschriesling et Grüner Veltliner, ce qui donne au vin une couleur dorée. Les rosés mousseux sont élaborés à partir du raisin Blaufränkisch. L’histoire de la production de vin mousseux en Autriche remonte à l’empire austro-hongrois. La plupart des producteurs autrichiens de Sekt sont basés à Vienne et achètent leurs raisins dans la région de Weinviertel en Basse-Autriche. Comme son homologue allemand, le Sekt autrichien peut être fabriqué en trocken (sec) ou en halbtrocken (demi sec).
Le premier producteur autrichien de vin mousseux fut Robert Alwin Schlumberger, qui présenta son premier vin mousseux en 1846 sous le nom de Vöslauer weißer Schaumwein (vin mousseux blanc de Vöslau). Il a été élaboré à partir de cépages Portugais bleu, cultivés dans des vignobles de Bad Vöslau, achetés par Schlumberger en 1843, et le vin mousseux a été un succès immédiat. Originaire de Stuttgart, Schlumberger avait travaillé à la maison de champagne Ruinart avant de s'installer à Vienne en 1842.
Le premier établissement de production hors de France où un vin mousseux a été élaboré selon la recette française originale a été fondé en 1825 à Pressburg (aujourd'hui Bratislava) par Johann Fischer et Michael Schönbauer, deux bourgeois de Bratislava. La société, renommée plus tard Hubert JE après le nom de JE Hubert de la famille Hubert, qui a acheté l'entreprise à Johann Fischer en 1877, continue encore de produire du sekt aujourd'hui.

### Canada
Les producteurs de vin mousseux du Canada se trouvent dans le Sud de l'Ontario, en Colombie-Britannique, au Québec et en Nouvelle-Écosse, où les conditions de croissance sont similaires à celles des vignobles de Champagne, de Provence et du Languedoc. En particulier, les appellations ontariennes sont en train de devenir de puissants producteurs de vins mousseux secs car leurs conditions climatiques plus fraîches sont très propices à la production d'excellents raisins, savoureux et pas trop mûrs.
Bien que traditionnellement destinés au marché intérieur, les vins mousseux canadiens ont récemment pris de l'importance à l'échelle internationale. En 2011, l'Acadie Vineyards a remporté la médaille d'argent à un concours international de vins mousseux en France et, en 2012, le Brut Reserve 2004 de Benjamin Bridge Winery s'est mieux classé qu'un champagne Cristal de Louis Roederer 2004 lors d'une dégustation à l'aveugle de critiques réputés, attirant l'attention sur l'industrie vinicole du pays. En Ontario, les établissements vinicoles reconnus pour leurs vins effervescents sont entre autres Henry of Pelham Winery, Jackson-Triggs et Inniskillin.
L'Ontario, et en particulier la péninsule du Niagara, est la plus grande région viticole du Canada. Environ 26 des établissements viticoles de la péninsule produisent du vin mousseux dont la production annuelle moyenne est d’environ 55 000 caisses (500 000 litres). Le vin mousseux est en grande partie produit selon la méthode traditionnelle (65 %) et dans une moindre proportion par la méthode de la cuve close (35 %). Le micro-climat de la région de la péninsule du Niagara est propice à la croissance du chardonnay, du riesling, du vidal blanc, du pinot noir et du gamay, les principaux cépages des vins mousseux de l’Ontario. Les vins mousseux de l’Ontario ont souvent un caractère et des arômes comparables (comme le biscuit par exemple) à ceux du champagne traditionnel et de fines bulles.
Le comté de Prince Edward, en Ontario, est une région émergente qui s'est axée sur les vins mousseux. Le comté est réputé pour son vin et constitue la quatrième et la plus récente ayant obtenu l'appellation d'origine (DVA) dans la province. À l'instar de la péninsule du Niagara, le terroir et le microclimat du comté de Prince Edward conviennent parfaitement aux cépages des climats froids, avec lesquels des établissements vinicoles, tels que The Hinterland Wine Company, se sont spécialisés dans la production de vins mousseux.
Le vin de glace mousseux en Ontario a été élaboré pour la première fois par l'écrivain canadien, spécialiste des vins, Konrad Ejbich dans sa cave à Toronto. Unique en Ontario et généralement dénommé « Icewine Dosage », ce vin mousseux, sec au départ, est élaboré en méthode traditionnelle, auquel on ajoute ensuite un léger dosage de vin de glace. Il en résulte un vin très légèrement sucré et acidulé avec les arômes que l'on trouve habituellement dans les vins de glace.

### Chili
Le Chili produit environ 12 millions de bouteilles de vin mousseux par an, dont seulement 1,6 million environ sont exportées vers les marchés étrangers. Bien que les vins mousseux soient élaborés depuis 1879, ils n’ont pas encore acquis une place significative dans le portefeuille viticole du Chili. Ces dernières années, le cépage pais a été utilisé de façon créative, seul ou en assemblage, pour produire des vins modernes qui ont reçu de bonnes critiques. L'augmentation de la demande des consommateurs et la sélection de plus en plus variée de cépages de climat froid ont entraîné une augmentation du nombre de vins mousseux frais et délicieux allant du très sec à l'anglaise au demi-sec, du blanc au blanc au blanc de noir et au Rosé. Valdivieso produit 60 % des vins mousseux au Chili. La plupart des méthodes d'élaboration utilisées sont peu coûteuses, mais 20 % des vins sont produits en méthode champenoise et à partir de pinot noir et de Chardonnay. On trouve également une boisson fabriquée à partir d'un mélange de vin pétillant de pinot noir et de pulpe de fraises fraîchement cueillies à la main.

### Espagne
Le cava est le nom d'un type de vin mousseux blanc ou rosé espagnol produit principalement dans la région de Penedès en Catalogne à 40 km au sud-ouest de Barcelone, mais également dans d'autres régions telles que Valence, La Rioja, Aragon, Estrémadure. Ce vin est élaboré selon la méthode champenoise mais avec des cépages différents de ceux utilisés en Champagne. Cava est un terme grec ayant été utilisé pour désigner un vin de table « haut de gamme » ou une cave à vin, et vient du mot latin « cava » qui signifie grotte en français. Les caves étaient utilisées au début de la production du cava pour la conservation ou le vieillissement du vin. Aujourd'hui, les Cavas ont été intégrés aux traditions familiales catalanes et espagnoles et sont souvent consommés lors de toutes sortes de célébrations (baptêmes, mariages, banquets, dîners et fêtes). Le vin mousseux de Cava a été créé en 1872 par Josep Raventós. La crise du phylloxéra a dévasté les vignobles de Penedès et les vignes à prédominance rouge ont été remplacées par un grand nombre de vignes produisant des raisins blancs. Après avoir assisté au succès de la région de Champagne, Raventós a décidé de créer le vin mousseux sec qui est devenu ensuite la raison du succès de la région. Dans le passé, le vin était désigné sous le nom de Champagne espagnol (n'est plus autorisé par la législation de l'UE), ou familièrement sous le nom de champaña en espagnol ou xampany en catalan.
Le cava est produit à différents niveaux de teneur en sucre : brut nature, brut (extra sec), sec (en catalan) ou seco (sec), semisec (en catalan) ou semiseco (demi sec) et dolç (en catalan) ou dulce (doux). En vertu de la législation espagnole Denominación de Origen, le cava peut être produit dans six régions viticoles et doit être élaboré selon la méthode traditionnelle avec une seconde fermentation en bouteille. Il utilise une sélection des cépages Macabeu, Parellada, Xarel•lo, Chardonnay, Pinot noir et Subirat. Bien qu'il s'agisse d'un cépage traditionnel de Champagne, le Chardonnay n'a pas été utilisé dans la production de cava avant les années 1980.

### États-Unis
Les vins mousseux produits aux États-Unis peuvent être élaborés selon la méthode champenoise et la méthode de la cuve close. Les vins mousseux à moindre coût, tels que André, Cook's et Tott's, utilisent souvent cette dernière méthode mais davantage de vins mousseux de qualité supérieure sont élaborés avec la première. L'histoire de la production de vin mousseux de qualité en Californie remonte à la Russian River Valley du comté de Sonoma où, en 1892, les frères Korbel (émigrés de Bohême en 1852) ont commencé à produire du vin mousseux selon la méthode champenoise. Les premiers vins produits ont été élaborés à partir de riesling, de muscat, de traminer et de chasselas. Partiellement aidé par l'influence étrangère, la qualité globale du vin mousseux californien a augmenté avec l'introduction de cépages plus traditionnels dans la production de vins effervescents (chardonnay, pinot noir, pinot meunier et pinot blanc). Les exigences de l'AVA des États-Unis et la législation vitivinicole ne régissent pas le niveau de sucre et la douceur du vin bien que la plupart des producteurs aient tendance à se conformer aux normes européennes, le vin brut ayant moins de 1,5 % de sucre jusqu'au doux ayant plus de 5 %. Alors que l'industrie du vin mousseux se développait en Californie, les investissements étrangers de certaines des plus grandes maisons de Champagne ont permis la mise en place d'établissements vinicoles dans la région. Notamment Moët et Chandon avec le Domaine Chandon, Louis Roederer avec Roederer Estate et Taittinger pour le Domaine Carneros.
Tandis que de nombreux grands producteurs de vins mousseux américains utilisent les méthodes de production traditionnelles, leurs techniques de vinification présentent des différences distinctes qui ont un effet considérable sur le goût des vins. En Champagne, l'assemblage de la cuvée aura rarement moins de 30 vins, et parfois jusqu'à 60, issus de raisins de quatre à six millésimes différents. En Californie, les cuvées proviennent généralement d’une vingtaine de vins issus d'un à deux millésimes. Les lois champenoises exigent que le vin passe au moins 15 mois sur lies pour les non-millésimes et trois ans minimum pour les champagnes millésimés. Il n'est pas rare qu'un champagne de qualité supérieure vieillisse sept ans ou plus avant sa sortie. Aux États-Unis, il n'y a pas d'exigences minimales, et la durée de vieillissement peut varier de huit mois à six ans. Une autre différence, en particulier dans les vins mousseux californiens, réside dans le climat californien favorable qui permet de produire un vin millésimé presque chaque année.
La réglementation américaine en vigueur interdit l'utilisation du terme « champagne » sur les vins non produits en Champagne, sauf si l'étiquette était utilisée avant 2006. Aucune nouvelle étiquette incluant le terme « champagne » ne sera approuvée par le gouvernement américain pour les vins produits en dehors de la région Champagne après 2006. Ces « étiquettes bénéficiant de droits acquis » ne peuvent utiliser le terme sur une étiquette de vin que s'il apparaît à côté de l'appellation du « lieu actuel d'origine ». Près de la moitié des vins effervescents consommés dans ce pays sont encore vendus de façon tout à fait illégale sous la dénomination Champagne, malgré de nombreux procès et les accords de bonne conduite entre les maisons de vin américaines et le Comité interprofessionnel du vin de Champagne.
La croissance de l'industrie viticole des Finger Lakes dans l'État de New York et le succès des vins de riesling de la région ont entraîné un nombre croissant de producteurs tels que Swedish Hill Vineyards qui fabriquent des vins mousseux en méthode champenoise à partir de riesling (jusqu'à 100 %). Des producteurs de Finger Lakes tels que Glenora et Casa Larga produisent également du vin mousseux en méthode champenoise à partir d'autres cépages traditionnels tels que le chardonnay et le pinot noir.

### Europe de l'Est
En Union soviétique, le vin mousseux était produit sous le nom de « champagne soviétique » ou Sovetskoïe champanskoïe, le plus souvent sucré. Cette désignation continue d'être utilisée pour le vin mousseux produit dans plusieurs pays qui faisaient autrefois partie de l'Union soviétique, notamment la Géorgie, l'Arménie, la Biélorussie, la Moldavie, la Russie et l'Ukraine (Artyomovsk Winery). Très probablement, le nom est resté car Sovetskoye Shampanskoye était l’un des rares produits ou marques de l’ère soviétique à être considéré comme luxueux. Souvent, les noms ont été modifiés pour correspondre au pays exact, par exemple champagne géorgien. De nos jours, il est plus courant de rencontrer Sovetskoïe champanskoïe produit dans un style sec ou demi-sec. Les produits ont une certaine popularité internationale ; on peut donc trouver des secs et des demi-secs de fabrication russe sur les marchés européens et un demi-doux moldave à partir de raisins muscat est régulièrement disponible aux États-Unis.

### France
La production française de vins effervescents est déclarée auprès des Douanes, ce qui permet d'en faire un classement par volume produit en hectolitre (un hectolitre (hl) = 100 litres = 133 bouteilles de 75 cl), ici pour l'année 2023 :
- 3 051 330 hl de champagne ;
- 338 011 hl de crémant d'Alsace (290 219 en blanc et 47 792 en rosé) ;
- 271 376 hl de crémant de Loire (235 370 en blanc et 36 006 en rosé) ;
- 259 626 hl de crémant de Bourgogne (249 504 en blanc, 8 042 en rouge et 2 080 en rosé) ;
- 129 522 hl de crémant de Bordeaux (114 403 en blanc et 15 119 en rosé) ;
- 114 877 hl de saumur mousseux (102 695 en blanc et 12 182 en rosé) ;
- 76 771 hl de vouvray mousseux ;
- 74 479 hl de VSIG mousseux (52 709 en blanc, 20 043 en rosé et 1 727 en rouge) ;
- 69 546 hl de clairette de Die ;
- 52 744 hl de crémant de Limoux ;
- 29 315 hl de crémant du Jura (26 196 en blanc et 3 119 en rosé) ;
- 22 165 hl de touraine mousseux (15 521 en blanc et 6 644 en rosé) ;
- 19 949 hl de blanquette de Limoux ;
- 14 286 hl de montlouis-sur-loire mousseux ;
- 9 152 hl de bugey Cerdon ;
- 3 894 hl d'anjou mousseux (3 202 en blanc et 692 en rosé) ;
- 3 692 hl de crémant de Savoie (3 384 en blanc et 308 en rosé) ;
- 2 872 hl de gaillac mousseux ;
- 1 987 hl de crémant de Die ;
- 1 800 hl de bugey mousseux (1 467 en blanc et 333 en rosé) ;
- 1 339 hl de VSIG pétillant (781 en blanc, 486 en rosé et 72 en rouge) ;
- 1 105 hl d'IGP méditerranée mousseux rosé ;
- 815 hl de bugey Montagnieu mousseux ;
- 529 hl de seyssel mousseux ;
- 415 hl de vin de Savoie Ayze ;
- 308 hl de vin de Savoie mousseux rosé ;
- 296 hl d'IGP comté-tolosan mousseux blanc ;
- 264 hl de saint-péray mousseux ;
- le volume de bourgogne-mousseux est anecdotique.

### Hongrie
L'équivalent hongrois le vin mousseux est le pezsgő. Les débuts d’une importante production de vin mousseux en Hongrie remontent à la première moitié du XIXe siècle. Les premiers établissements vinicoles de vin mousseux ont été fondés près de Pozsony (aujourd'hui Bratislava, Slovaquie) par Johann Fischer et Dr. Michael Schönbauer en 1825 (le premier en Europe centrale) et Esch és Társa en 1835. Quelques décennies plus tard, les principaux producteurs dans les collines de Buda et Budafok, à proximité de la capitale, créant un nouveau centre de production, la « Champagne hongroise », qui existe toujours. À la fin du XIXe siècle, les deux vignobles les plus importants étaient József Törley és Társa Déménagement de Reims, en France, à Budafok en 1882 et à la fondation de Louis és César-François en 1886. Après l'ère soviétique, le secteur vitivinicole hongrois renaît. Les nouveaux et les anciens établissements vinicoles cherchent les racines oubliées. La plupart des vins mousseux hongrois sont élaborés selon la méthode de la cuve close et la méthode par transfert et une quantité faible mais en augmentation constante selon la méthode champenoise. Les cépages utilisés au cours de la production peuvent être internationaux comme le Chardonnay, le Pinot noir, le Riesling, le Muscat Ottonel, le Muscat de Lunel ou les autochtones comme Olaszrizling, Kékfrankos, Furmint, Királyleányka, Hárslevelű, Kéknyelű et Juhfark.

### Italie
Le terme « spumante » n'a été utilisé dans un contexte viticole qu'en 1908, plus de 40 ans après le premier vin mousseux italien utilisant la méthode champenoise produite par Carlo Gancia qui a ensuite été vendue sous le nom de « Champagne Moscato ».
Les vins mousseux sont produits dans toute l'Italie, mais les vins mousseux italiens les plus répandus sur le marché mondial sont la Franciacorta de Lombardie, Asti du Piémont, Lambrusco d'Emilie et Prosecco de Vénétie. L'appellation (DOC) Trente est également célèbre. Bien que les vins de Franciacorta soient élaborés selon la méthode traditionnelle, la plupart des vins mousseux italiens, en particulier l'Asti et le Prosecco, sont élaborés selon la méthode de la cuve close.
L'Asti est un vin légèrement doux issu du cépage Moscato de la province d'Asti. Le vin se distingue par son faible taux d’alcool d’environ 8 % et par ses arômes frais et de raisin. Le Moscato d'Asti est une version légèrement pétillante du style frizzante d'Asti. Il est plus sucré et contient encore moins d’alcool, généralement autour de 5,5 %.
La région de Franciacorta, située au nord-ouest de Brescia, abrite la plus grande partie de la production de vins mousseux italiens. Élaborés principalement à partir de Chardonnay et de Pinot Blanc, les vins mousseux étiquetés en vertu de l'appellation Franciacorta (DOCG) sont autorisés à ne pas contenir plus de 15 % de Pinot Noir. Les vins effervescents Franciacorta millésimés et non millésimés sont élaborés et nécessitent respectivement 30 et 18 mois d'élevage sur lies,. Le Franciacorta Satèn, un Blanc de blancs, est produit avec une pression réduite de 4,5 atmosphères au lieu de 6 pour une expression de douceur.
Le Trento (DOC) est une appellation de vins mousseux blancs et rosés élaborés selon la méthode traditionnelle. Le chardonnay, le pinot noir, le pinot blanc et le pinot meunier sont utilisés. Les vins doivent reposer au moins 15 mois sur leurs lies pour les non-millésimes, 24 mois pour les millésimes et 36 pour les riserva. La teneur minimale en alcool doit être de 11,5 % ou de 12 % pour la riserva. Les vins du Trento (DOC) se distinguent par leur couleur jaune paille.
Le Prosecco est fabriqué dans des styles à la fois totalement mousseux (spumante) et légèrement mousseux (frizzante). Le vin est produit dans les collines fraîches autour de la ville de Valdobbiadene et sont généralement secs, mais des exemples plus doux sont produits également.
Les vins sont généralement étiquetés avec la dénomination VFQPRD (Vini Frizzanti di Qualità Prodotti in Regioni Determinate): Vin pétillant de qualité produit dans des régions déterminées.

### Portugal
L’Espumante est la version portugaise du vin mousseux. Contrairement au cava, produit uniquement dans les climats du nord, l’Espumante est produit non seulement dans la région humide du Minho, région de production du Vinho Verde au nord, mais également dans tout le Portugal jusqu'au sud dans l'Alentejo, connue pour ses températures extrêmes et son climat aride.
Alors que l'Espagne possède un organisme de réglementation, pour l'appellation Cava (DOC), réparti dans plusieurs régions, la qualité Espumante est produite uniquement dans l'appellation Bairrada, située au sud du Minho. Pour qu'un vin soit certifié Espumante d'appellation d'origine Bairrada, il doit être élaboré avec la méthode champenoise traditionnelle (indiquant l'année de la récolte) et porter la certification VEQPRD (Vinho Espumante de Qualidade Produzido de Região Déterminada).
Les vins classés VFQPRD (Vinho Frisante de Qualidade Produzido de Região Déterminada) sont des vins pétillants régionaux élaborés selon trois méthodes possibles (méthode traditionnelle du champagne, de la cuve close ou par transfert) et dans l’une des régions suivantes : Dão, Douro, Ribatejo, Minho, Alentejo ou Estremadura.
Les vins classés VQPRD sont des vins mousseux qui peuvent être obtenus en injectant du gaz dans le vin et produits selon les méthodes champenoises, de la cuve close et par transfert, partout au Portugal.
L'Espumoso est le niveau le moins coûteux et le plus bas des vins mousseux portugais et sont produits par injection de CO2 dans le vin.
Des Espumantes de grande qualité se trouvent dans la région de Bairrada et dans la région de Távora-Varosa - Murganheira est un exemple d'Espumante de grande qualité de cette dernière région.

### Roumanie
En Roumanie, le vin mousseux est principalement fabriqué à Panciu. La même méthode traditionnelle est utilisée à Azuga, où le climat montagnard est idéal pour la seconde fermentation des vins mousseux blancs et rosés dans des caves en surface à refroidissement passif. Les raisins utilisés (évidemment pas cultivés dans ce climat) sont le Chardonnay et un mélange de Chardonnay et d'une variété roumaine appelée Fetească regală. La Rhein Azuga Cellars, qui appartient maintenant à Halewood International, a été créée en 1892 et utilise toujours les mêmes méthodes et les mêmes outils de cette époque. En 2006, ils sont redevenus fournisseurs officiels de la Maison royale de Roumanie, après avoir reçu cet honneur entre 1920 et 1947. Leur Rhein Extra, toujours produit dans le même bâtiment, a été servi lors du sacre du roi Ferdinand Ier à Alba Iulia, en octobre 1922.

### Autres vins mousseux du monde
- Allemagne:
  - Crémant du Palatinat
  - Crémant du Pays de Bade
- Belgique :
  - Vin mousseux flamand de qualité (Vlaamse mousserende kwaliteitswijn)
  - Crémant de Wallonie
  - Vin mousseux de qualité de Wallonie
- Bulgarie : 
  - Crémant de Bulgarie
  - Iskra
- Croatie : Bakarska vodica
- Espagne
  - Grand crémant espagnol
  - Rueda espumoso de Valladolid
  - Xamprada Bierzo
  - Ardayel Bierzo
  - Cueva de Villanueva de Alcardete (Tolède)
  - Rías Baixas pétillant de Pontevedra (Galice)
  - Txakoli
- Italie
  - Fragolino
  - Talento
  - Vernaccia di Serrapetrona
- Luxembourg : Crémant de Luxembourg
- Maroc : Crémant du Maroc
- Nouvelle-Zélande
  - Région de Marlborough
  - Région du Central Otago
- Slovaquie : Hubert, J. E.
- Suisse :
  - Baccarat (Genève)
  - Vins mousseux du Valais
- République tchèque : Bohemia Sekt
- Roumanie : Vin Spumant (Zarea)
- Uruguay : Medio y Medio
- Ukraine : Krimsekt